# Subökumene

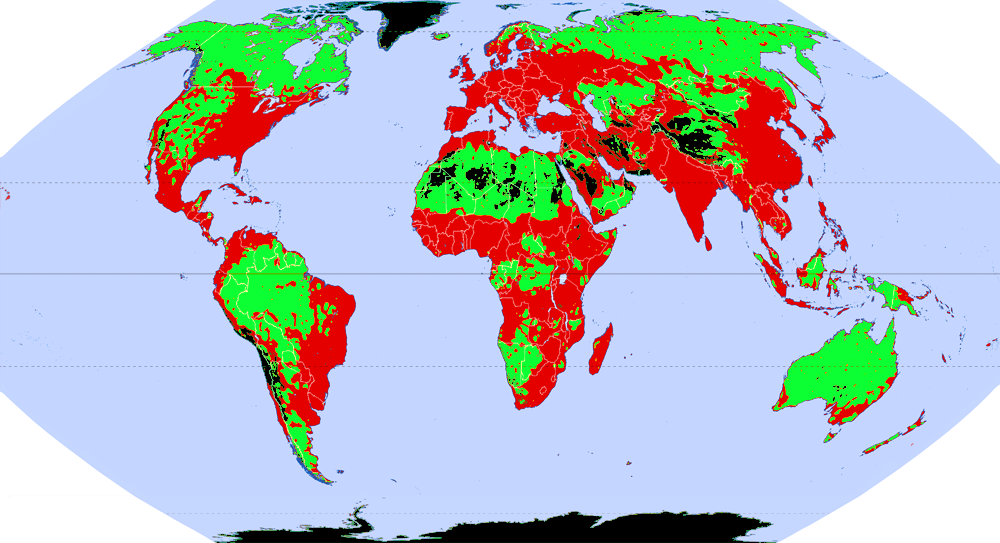
Anökumene
Subökumene
ÖkumeneJeweils Anfang des 21. Jahrhunderts

Die Subökumene ist der Übergangsraum von der Ökumene zur Anökumene. Das Gebiet ist prinzipiell bewohnbar, wird aber nur extensiv landwirtschaftlich oder saisonal genutzt. Anfang des 21. Jahrhunderts kann man knapp 40 Prozent der Landoberfläche zur Subökumene rechnen.
Ein Beispiel ist die pastorale Weidenutzung einer Steppenregion: Im Gegensatz zum Grünland, das erst durch Roden eines Waldes entsteht und regelmäßiger Pflege bedarf, wird dabei lediglich der naturgegebene Zustand genutzt. Zur Subökumene werden auch Gebiete gerechnet, in denen Menschen leben, die zur Erhaltung ihres Unterhaltes Waren und Nahrung aus der Ökumene beziehen müssen.
Der Begriff wird zusammen mit den Begriffen Anökumene und Periökumene in der Regel im Rahmen der Geowissenschaften – insbesondere in der Siedlungsgeographie – auf der globalen Maßstabsebene verwendet.
Zur Subökumene zählen z. B. die meisten Wildnisregionen der Erde; so die dünn besiedelte Sahelzone, aber auch die nahezu unbesiedelten borealen Nadelwälder und tropischen Regenwälder. Auch kleinräumige Gebiete wie die Almen der Hochgebirge zählen zur Subökumene.